# Szelejewo (przystanek kolejowy)
Szelejewo – nieczynny przystanek osobowy w Szelejewie Drugim, w gminie Piaski, w powiecie gostyńskim, w woj. wielkopolskim, w Polsce. Został otwarty 1 października 1909 roku. Linia została rozebrana w 1998 roku.